# 感動のヴァン・クライバーン・コンクール・ライブ
『感動のヴァン・クライバーン・コンクール・ライブ』は、辻井伸行のソロとしては2枚目、通算3枚目のアルバム。2009年9月9日にHarmonia Mundi/キングインターナショナルよりリリースされた。

## 概要
前作より11ヶ月ぶりとなるアルバム。
2009年6月9日に行われた第13回ヴァン・クライバーン国際ピアノコンクールの演奏を収録したライブアルバム。辻井は同コンクールで日本人として初優勝を果たした。
フレデリック・ショパン「練習曲」第1番〜第6番、ルートヴィヒ・ヴァン・ベートーヴェン「ピアノソナタ第29番」第1楽章〜第4楽章、フランツ・リスト「ラ・カンパネラ」、ジョン・マスト「即興曲とフーガ」の4作が収録。
2023年1月現在2番目に売れたアルバム。

## 収録曲
1. 練習曲集 作品10より 第1番 ハ長調 [1:53]
2. 練習曲集 作品10より 第2番 イ短調 [1:22]
3. 練習曲集 作品10より 第3番 ホ長調「別れの曲」 [3:42]
4. 練習曲集 作品10より 第4番 嬰ハ短調 [2:01]
5. 練習曲集 作品10より 第5番 変ト長調「黒鍵」 [1:37]
6. 練習曲集 作品10より 第6番 変ホ短調 [3:31]
7. ピアノ・ソナタ第29番変ロ長調 作品106「ハンマークラヴィーア」 第1楽章 アレグロ [10:53]
8. ピアノ・ソナタ第29番変ロ長調 作品106「ハンマークラヴィーア」 第2楽章 スケルツォ [2:25]
9. ピアノ・ソナタ第29番変ロ長調 作品106「ハンマークラヴィーア」 第3楽章 アダージョ・ソステヌート [17:41]
10. ピアノ・ソナタ第29番変ロ長調 作品106「ハンマークラヴィーア」 第4楽章 フーガ [11:08]
11. ラ・カンパネラ [4:48]
12. 即興曲とフーガ [8:10]